# Gmina Razkrižje
Razkrižje – gmina we wschodniej Słowenii. W 2010 roku liczyła 1200 mieszkańców.

## Miejscowości
Miejscowości wchodzące w skład gminy Razkrižje:
- Gibina
- Kopriva
- Razkrižje – siedziba gminy
- Šafarsko
- Šprinc
- Veščica